# معركة إربد
معركة إربد أو هجوم إربد هي معركة وقعت في 26 سبتمبر 1918 بمدينة إربد في الأردن زمن الدولة العثمانية وتمثل هذه المعركة جزءا من الحرب العالمية الأولى. انتصرت فيها الدولة العثمانية، نتيجة للانتصار في معركة مجدو أثناء المطاردة الداخلية اللاحقة التي قام بها فيلق الصحراء للاستيلاء على دمشق في حملة سيناء وفلسطين في الحرب العالمية الأولى. هاجمت قوات لواء الفرسان العاشر، فرقة الفرسان الرابعة، حامية الجيش العثماني المدافعة عن مدينة إربد.
كانت بقايا الجيشين السابع والثامن العثمانيين تتراجع في طوابير باتجاه دمشق من تلال يهودا عبر سماخ وجسر بنت يعقوب والقنيطرة والكوكب، تليها فرقة الخيالة الأسترالية وفرقة الفرسان الخامسة، بينما كانت فلول الجيش الرابع العثماني تتراجع في أعمدة باتجاه دمشق على طول طريق الحجاج عبر درعا.
صدرت أوامر لفرقة الفرسان الرابعة في جسر المجمعي وبيسان بالتقدم شرقًا لاعتراض فلول الجيش الرابع. في إربد، هاجمت فرقة الرماح الثانية وحدات الحرس الخلفي العثماني لكنها تعرضت لهجوم مضاد قوي وهُزمت. وبحلول صباح اليوم التالي كانت القوة العثمانية قد انسحبت من المدينة.